# Мария Ласкарина
Мария Ласкарина (1206, Никея, теперь Изник, Бурса, Турция — 24 июня или 16 июля 1270, Эстергом, Венгрия) — никейская принцесса и венгерская королева, супруга Белы IV.

## Биография
Мария Ласкарина была дочерью Феодора I Ласкариса, императора Никейской империи в 1204—1221 годах, и его жены Анны Ангел (дочери византийского узурпатора Алексея III Ангела). Старшая сестра Ирины Ласкарины, супруг которой, Иоанн III Дука Ватац, унаследовал никейский престол в 1221 году.
В 1218 году с целью закрепления венгерско-византийского союза состоялось бракосочетание Марии Ласкарины с королевичем Белой. В это время молодым было по 12 лет.
В октябре 1235 года состоялась коронация Белы IV и Марии. Совместно семья прожила 35 лет. Бела IV умер 26 мая 1270 года. Мария Ласкарина пережила мужа на два месяца. Погребена в костеле доминиканок, построенном для неё дочерью святой Маргаритой Венгерской.
Королевская семья Белы IV и Марии имела десять детей:
1. Святая Кунегунда (Кинга) — жена князя Польши Болеслава V Стыдливого, после его смерти ставшая монахиней и аббатисой (канонизирована в 1999 году);
2. Святая Маргарита Венгерская — с детства предназначенная для монашеской жизни (канонизирована в 1943 году).
3. Анна Венгерская — жена князя галицкого и черниговского Ростислава Михайловича
4. Каталина (ум. 1242)
5. Маргарита (ум. 1242)
6. Елизавета (1236—1271) — жена князя Нижней Баварии Генриха ХІІІ
7. Констанция Венгерская — жена галицко-волынского короля Льва;
8. Блаженная Иоланда (Йолента, Елена) — жена великопольского герцога Болеслава Набожного, после его смерти также ставшая монахиней-клариссой, а затем и настоятельницей монастыря (беатифицирована в 1827 году);
9. Иштван (Стефан) — преемник своего отца;
10. Бела (1243—1269)

Из десяти детей короля Белы IV и Марии две дочки причислены к лику католических святых и одна — к лику блаженных.